# 라 봄보네라
에스타디오 알베르토 J. 아르만도(Estadio Alberto J. Armando)는 아르헨티나 부에노스아이레스의 보카 지구(La Boca)에 있는 경기장이다. 2000년 이전에는 에스타디오 카밀로 시체로(Estadio Camilo Cichero)라고 불렸다. 별칭인 초콜릿 상자라는 뜻의 라 봄보네라(La Bombonera)가 가장 널리 불리는 이름이다. 아르헨티나 프리메라 디비시온 보카 주니어스의 홈구장이다.
이 경기장에서 처음 있었던 공식 경기는 1940년 5월 25일 산 로렌소와의 친선경기였다.(결과는 보카의 2:0 승리) 최대의 라이벌 리버 플레이트와의 수페르클라시코는 1940년 6월 30일에 있었고, 이 경기에서 보카는 3:1로 승리했다. 하지만 공식 개장식은 7년이 지난 1947년 5월 20일에 있었다.

## 특징
가파른 4면의 관중석으로 둘러싸인 이 거대한 경기장은 이 곳을 가득 메운 인차(hinchadas)들의 열광적인 응원으로 상대팀에게 공포스런 느낌을 주곤 한다. 한 때 라 플라타를 연고지로 하는 에스투디안테스가 굳이 이 경기장에서 코파 리베르타도레스와 인터콘티넨털컵(1968년, 1969년, 1970년)을 치른 이유이기도 하다.
이 경기장은 최대 57,395 명까지 관중을 수용할 수 있지만 실제 좌석수는 37,538 석이다. 북쪽과 남쪽에는 좌석이 없으며 완전한 좁은 계단형 스탠드로 되어 있어 서서 경기를 관람해야 한다. 특이하게도 본부석쪽은 축구 경기장으로는 일반적이지 않은 테라스형으로 되어 있다. 경기장 좌석 및 스탠드에는 가파른 경사로 인해 굴러 떨어지지 않도록 철봉들이 촘촘히 세워져 있다.
경기장 내부와 외부 벽면은 페레스 셀리스(Pérez Célis)가 그린 벽화로 장식되어 있다. 보카 지구의 다른 건물들처럼 화려한 원색의 그림이 인상적이며, 클럽의 전설적인 선수들이 주로 그려져 있다.
2001년 경기장 내에는 보카 주니어스의 역사관이 개관하였다.
2007년 11월 9일 좌석수를 늘리고 경사를 완만하게 하는 경기장 개조계획이 발표되었다.
2020년부터는 아르헨티나 축구 국가대표팀의 홈 구장으로 사용되기 시작했다.

## 교통
- 버스(콜렉티보) : 10, 20, 22, 24, 25, 29, 39, 46, 53, 54, 64, 70, 74, 86, 93, 129, 130, 152, 168, 186번

## 기록

### 1970년 인터콘티넨털컵
| 날짜            | 팀 1                       | 스코어 | 팀 2                | 라운드 |
| --------------- | -------------------------- | ------ | ------------------- | ------ |
| 1970년 8월 26일 | 에스투디안테스 데 라플라타 | 2 - 2  | 페예노르트 로테르담 | 1차전  |

## 사진

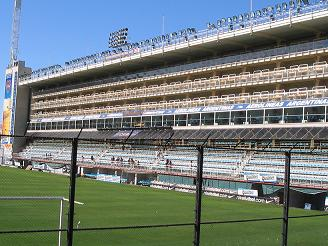
본부석의 테라스
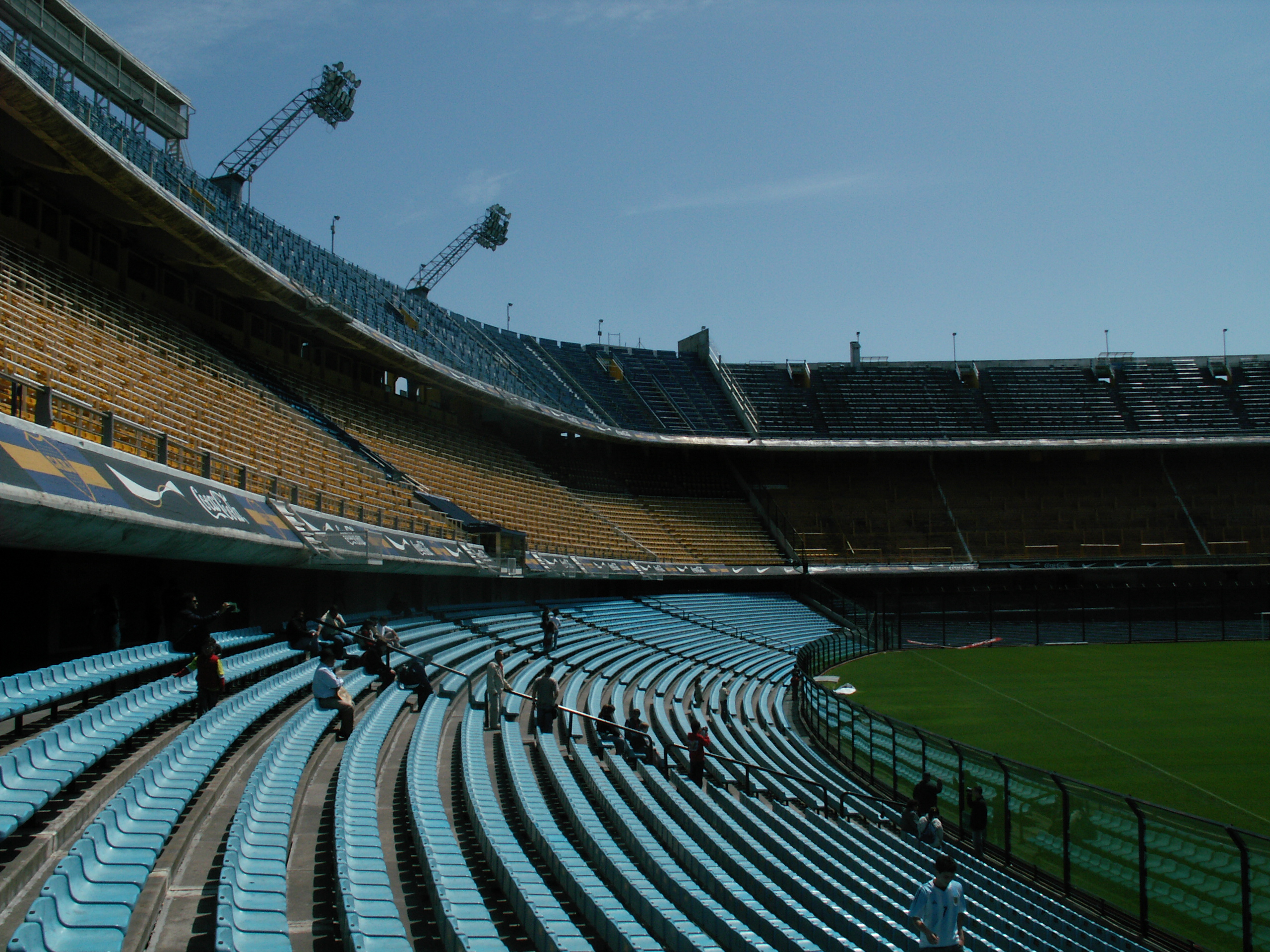
일반석의 모습
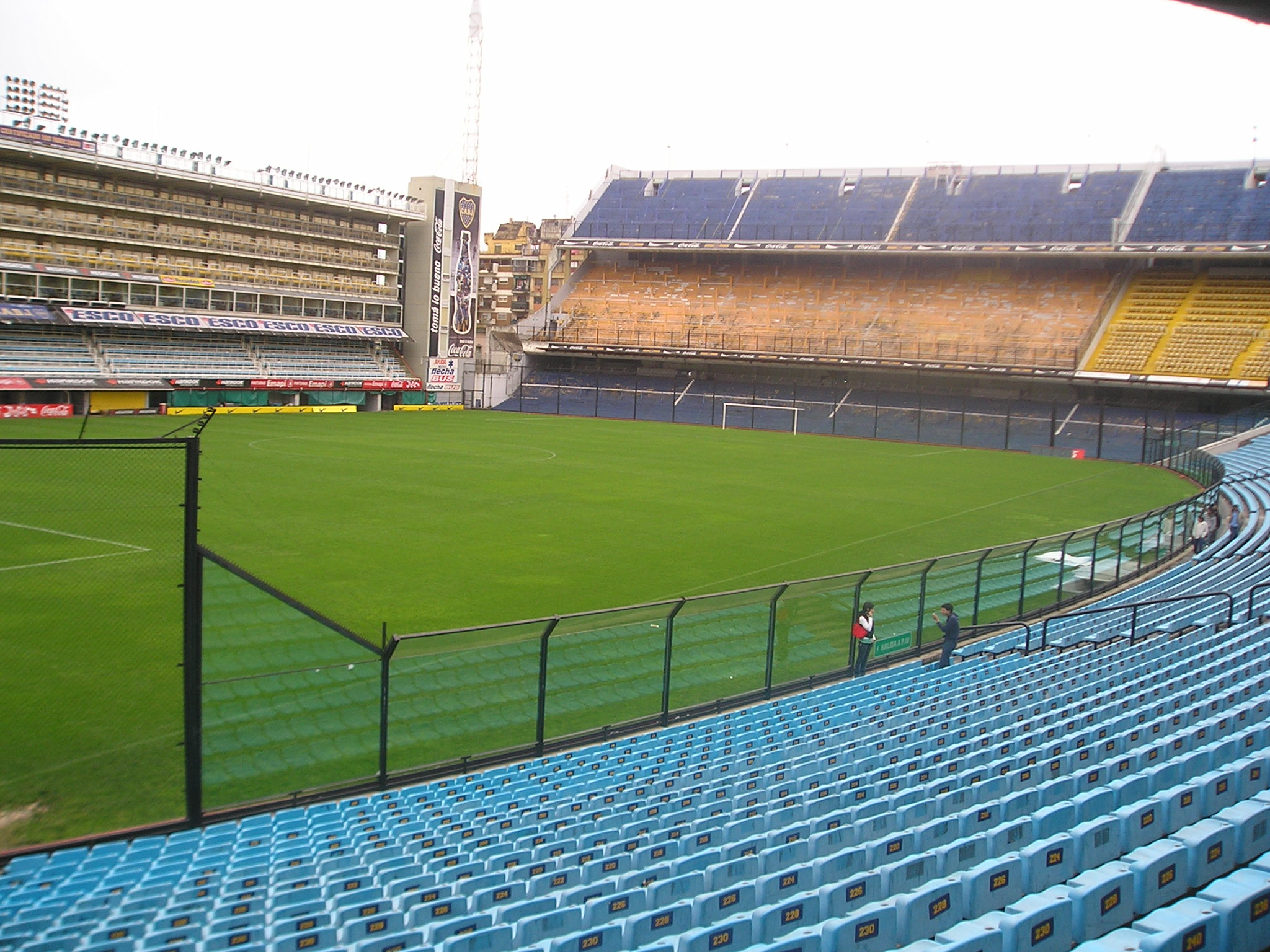
경기장 내부 전경
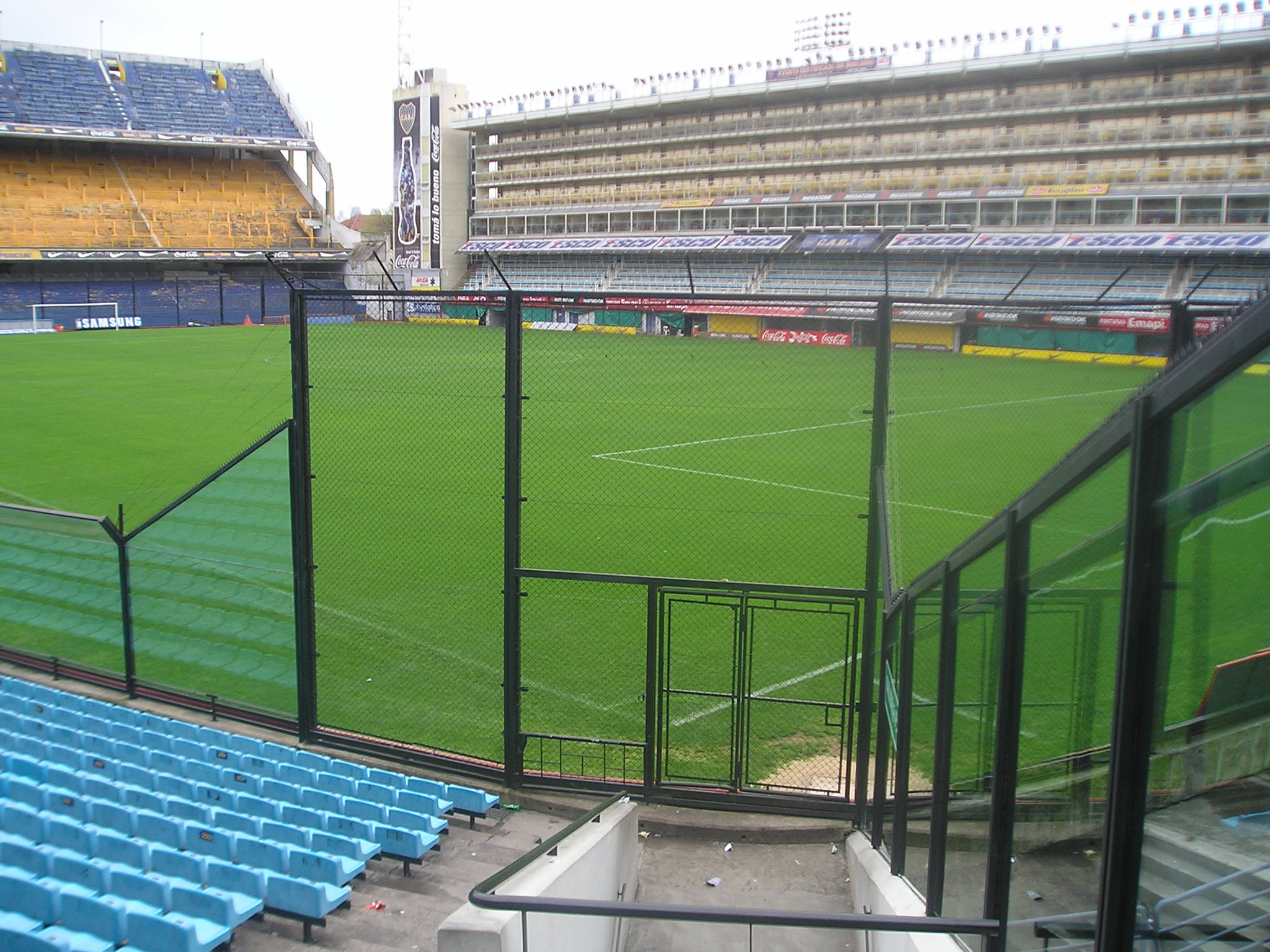
경기장 내부 전경
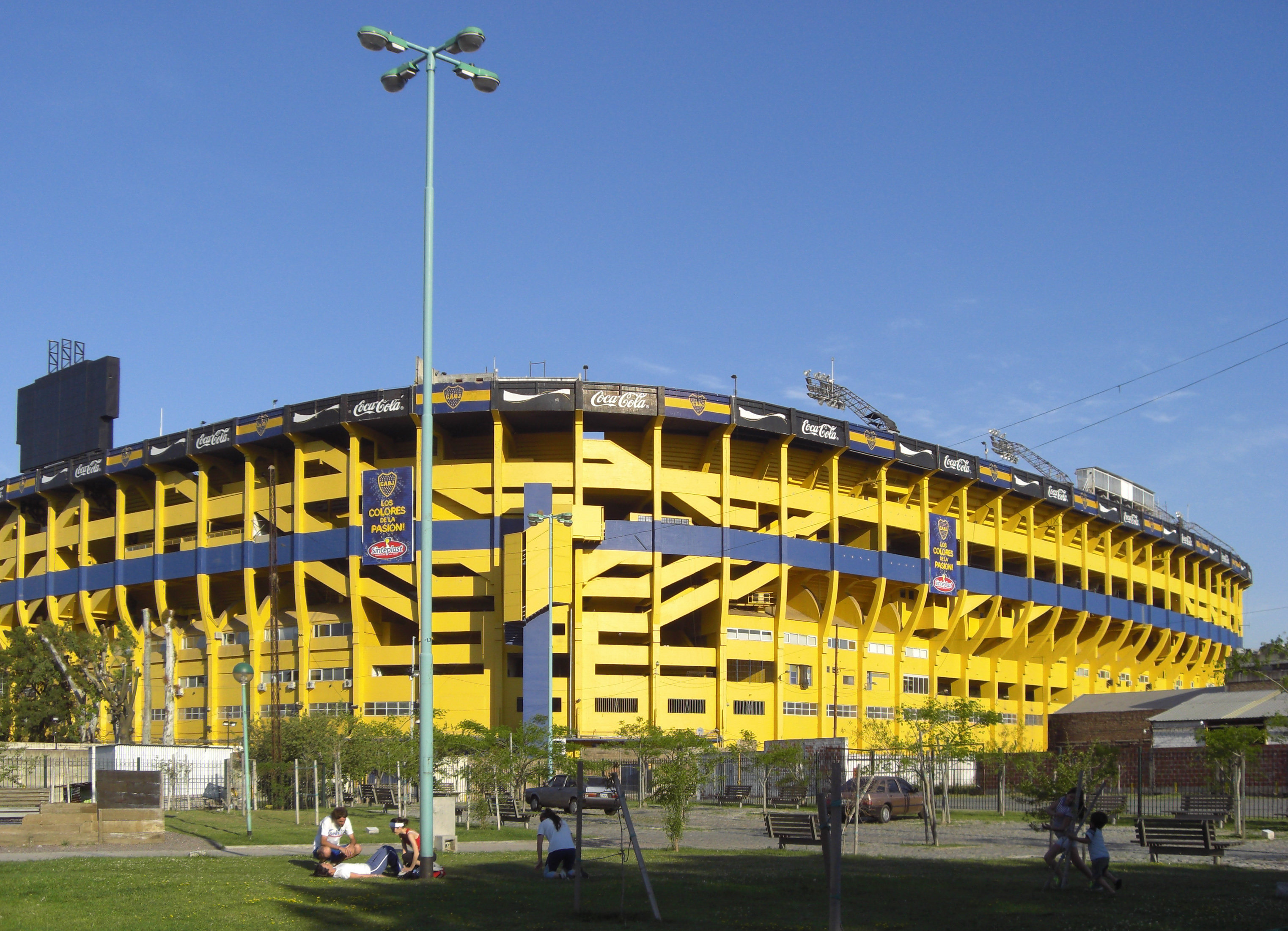
브란드센 거리쪽의 외벽
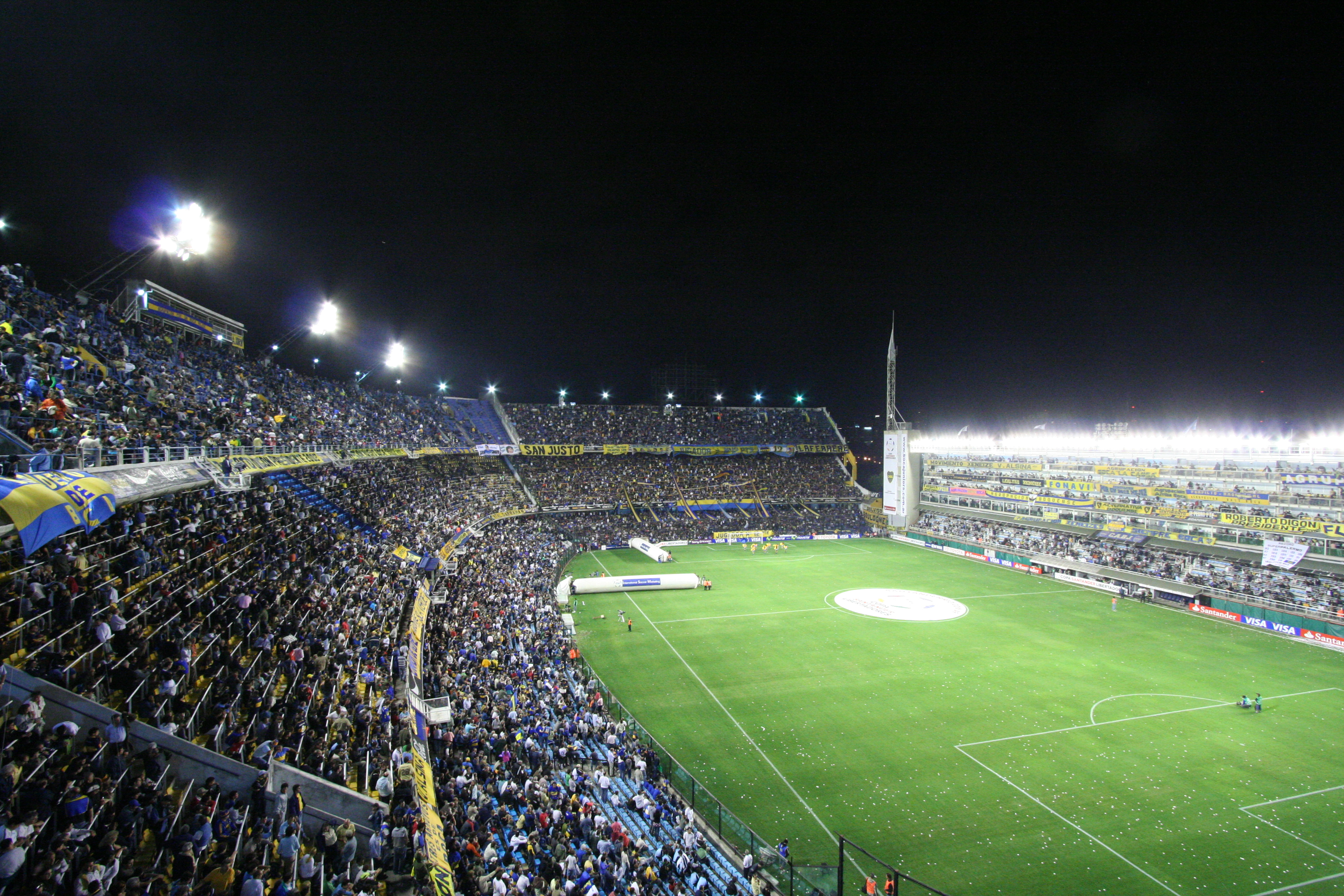
보카 주니어스 경기 모습
보카 인차들(Jugador La 12)의 응원
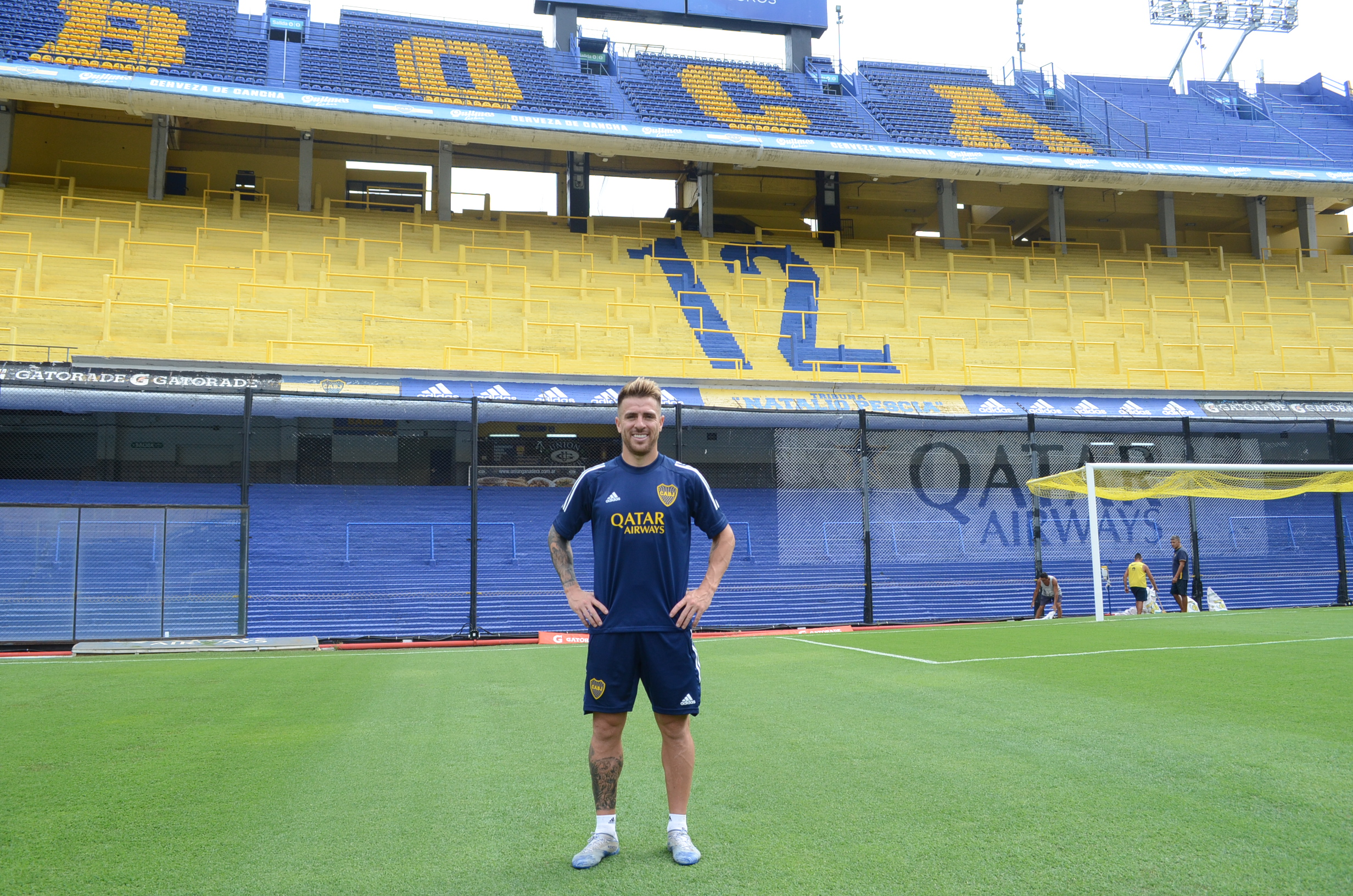
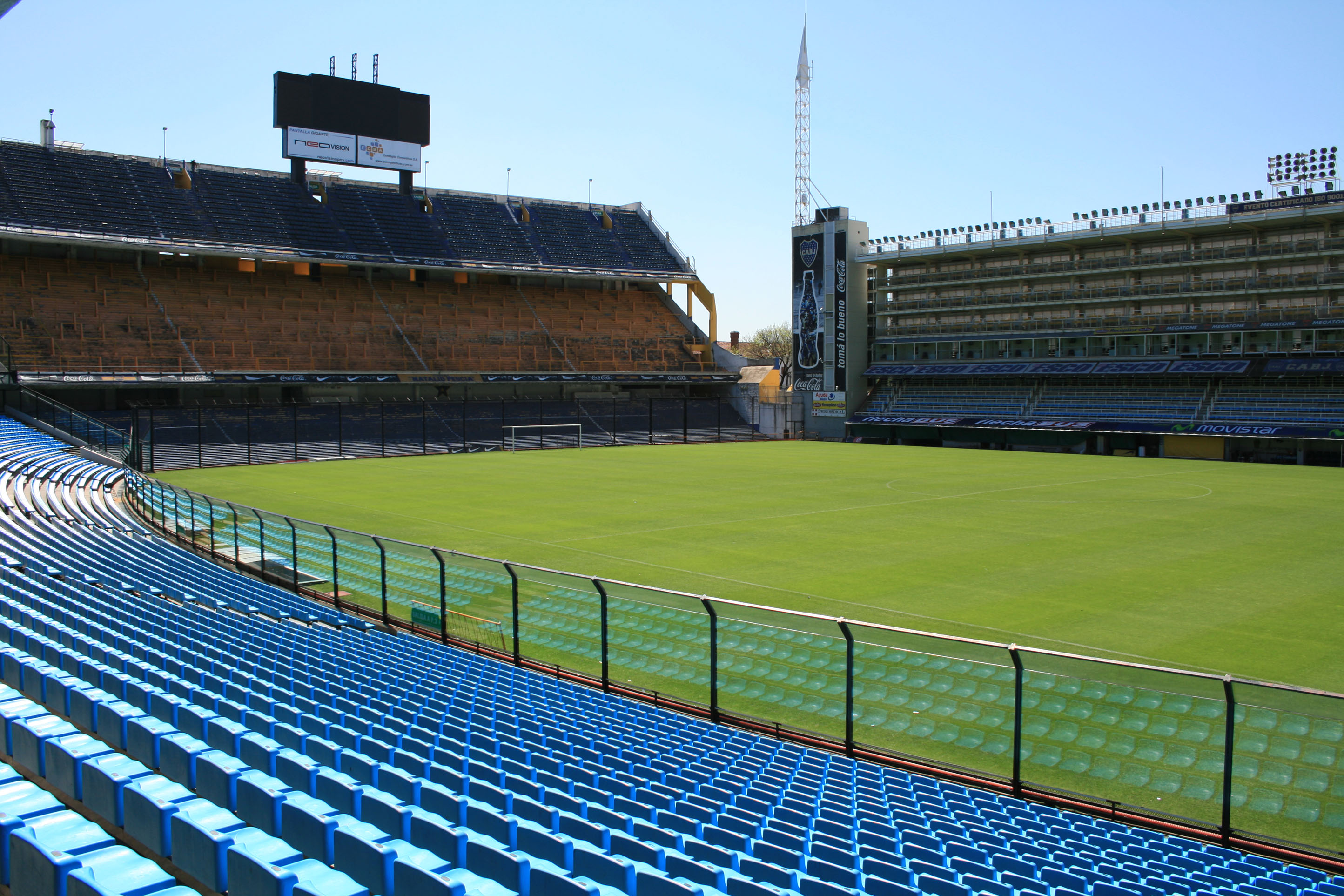